# Безоаровый козёл
Безоа́ровый козёл, или борода́тый козёл (лат. Capra aegagrus) — парнокопытное млекопитающее из семейства полорогих (Bovidae). Является предком домашней козы. Раньше иногда даже рассматривался как подвид вида Домашняя коза (Capra hircus). Название безоаровый происходит от безоара.

## Внешний вид
Безоаровые козлы достигают длины корпуса от 1,2 до 1,6 м, к этому прибавляется хвост длиной от 15 до 20 см. Высота в плечах составляет от 0,7 до 1 м, а вес — от 25 до 95 кг. Его телосложение коренастое, конечности сильные, копыта широкие. Самцы безоарового козла имеют серебристо-белую шерсть в зимнее время, нижняя сторона и части морды — чёрно-коричневые. Вдоль спины тянется чёрная полоса, ещё одна проходит в области плеча от спины к груди. К лету шерсть становится короче, а её основной цвет — рыжим. Круглый год самки окрашены в желтовато-коричневые цвета, обнаруживают, однако, также тёмную полосу на спине. Оба пола имеют рога, которые, однако, значительно больше у самцов. У самок рога слегка изогнуты, длиной от 20 до 30 см и относительно тонкие. Рога самцов изогнуты назад в форме сабли и могут достигать длины 1,3 м.

## Распространение
Изначальная область распространения безоарового козла охватывала части Западной Азии и тянулась от Анатолии через Кавказ до Афганистана и Пакистана. Популяции в Омане и на нескольких греческих островах, возможно, произошли от вновь одичавших животных. Безоаровые козлы обитают в ряде характерных жизненных пространств, в том числе горных местностях до 4200 м над уровнем моря, а также в пустынных регионах и лесистых областях.

## Поведение
Безоаровые козлы активны главным образом в сумерках и отправляются в поиски пищи ранним утром и под вечер. В жаркое время года они отдыхают на протяжении всего дня и активизируются только ночью. Они живут в небольших стадах, которые насчитывают в среднем от 5 до 25 особей в зависимости от сферы обитания и региона. Самки и подрастающее поколение живут круглый год в таких группах и удаляются от них ненадолго только для рождения потомства. Самцы проводят бо́льшую часть года в холостяцких группах, состоящих из 4—5 животных. В пределах этих групп они учреждают иерархию. Во время спаривания самцы присоединяются к стадам самок и довольно жестоко борются с другими самцами за привилегию спаривания.
Спаривание проходит в зависимости от региона между августом и декабрём и после пятимесячной беременности самка рождает на свет между январём и маем от одного до двух детёнышей. Они весят при рождении примерно 2 кг и встают на ноги уже в течение первых суток. Спустя 4-5 месяцев они отвыкают от молока матери, но остаются при ней вплоть до следующего брачного сезона или следующих родов у матери. Самки рожают первое потомство в возрасте трёх лет.
Безоаровые козлы — исключительно травоядные животные.

## Подвиды
Выделяют 4 подвида безоарового козла:
- Capra aegagrus aegagrus — Кавказский бородатый козёл[9], или кавказский безоаровый козёл[9], номинативный подвид, Восточный Кавказ, юг Малой Азии, Иран;
- Capra aegagrus blythi — Синдский бородатый козёл[4], юг Пакистана и Ирана (Киртарские горы);
- Capra aegagrus turcmenica — Туркменский бородатый козёл[9], или туркменский безоаровый козёл[9], горы южного Туркменистана: Копетдаг, Малый и Большой Балхан, в Бадхызе истреблён; иногда включается в состав подвида C. a. blythi[4][6];
- Capra aegagrus chialtanensis — западный Пакистан, сохранилась только одна популяция в национальном парке Хазарганджи-Чилтан (Hazarganji-Chiltan National Park)[6]. Может быть гибридом синдского безоарового и винторогого козлов (C. falconeri × C. aegagrus blythi)[4].

Описано также ещё несколько форм безоаровых козлов — cretica, neglecta, dorcas, picta — некоторые из них, особенно первая, раньше также рассматривались в качестве подвидов. Однако в настоящее время установлено, что они, скорее всего, являются помесями с домашними козами. А относительно критского козла, или агрими (cretica), распространённого на Крите и нескольких мелких прилегающих островках, в результате молекулярно-генетических исследований доказано, что он однозначно является разновидностью одичавших домашних коз — Capra hircus var. cretica.

## Безоаровые козлы и человек
Безоаровые козлы были одомашнены на довольно раннем этапе истории человека. Достоверно установлено, что люди держали домашних коз, происходивших именно от этого вида, в VI тысячелетии до н. э. Согласно новым археологическим находкам в Иране, процесс доместикации завершился ещё двумя тысячами лет раньше. Оттуда домашние козы распространились по всему свету. Европейские домашние козы также происходят от азиатских предков. Сам безоаровый козёл находится в наше время под угрозой. Причинами являются охота и вытеснение из его сферы обитания домашними животными, в том числе и козами. МСОП в настоящее время придаёт безоаровому козлу статус «уязвимый».